# NGC 6112
NGC 6112 est une galaxie elliptique relativement éloignée et située dans la constellation de la Couronne boréale. Sa vitesse par rapport au fond diffus cosmologique est de 9 441 ± 25 km/s, ce qui correspond à une distance de Hubble de 139,3 ± 9,8 Mpc (∼454 millions d'al). NGC 6112 a été découverte par l'astronome français Édouard Stephan en 1880.
À ce jour, deux mesures non basées sur le décalage vers le rouge (redshift) donnent une distance de 141,000 ± 16,971 Mpc (∼460 millions d'al), ce qui est à l'intérieur des valeurs de la distance de Hubble.